# Минестіря-Нямц
Минестіря-Нямц (рум. Mânăstirea Neamț) — село у повіті Нямц в Румунії. Входить до складу комуни Винеторі-Нямц.
Село розташоване на відстані 314 км на північ від Бухареста, 39 км на північ від П'ятра-Нямца, 105 км на захід від Ясс.

## Населення
За даними перепису населення 2002 року у селі проживали 614 осіб, усі — румуни. Усі жителі села рідною мовою назвали румунську.